# The Marine 3: Homefront
The Marine 3: Homefront é um filme americano de ação, estrelado pelo wrestler da WWE Michael "The Miz" Mizanin e dirigido por Scott Wiper. Foi lançado diretamente em Home Video em todos os países que foi lançado. No Brasil, o lançamento se deu em 8 de maio de 2013, e nos Estados Unidos foi em 5 de março do mesmo ano. Foi produzido pelas WWE Studios e Fox Film.

## Elenco principal
- Mike "The Miz" Mizanin é Jake Carter
- Neal McDonough é Jonas Pope
- Michael Eklund é Eckert
- Ashley Bell é Lilly
- Camille Sullivan é Amanda